# Guidone da Montanara
Guidone da Montanara (fl. X-XI secolo) è stato un militare e nobile italiano vissuto a cavallo tra decimo e undicesimo secolo.
Sarebbe stato il primo componente della famiglia dei da Camino, o il secondo, ad aver avuto un titolo nobiliare.

## Biografia

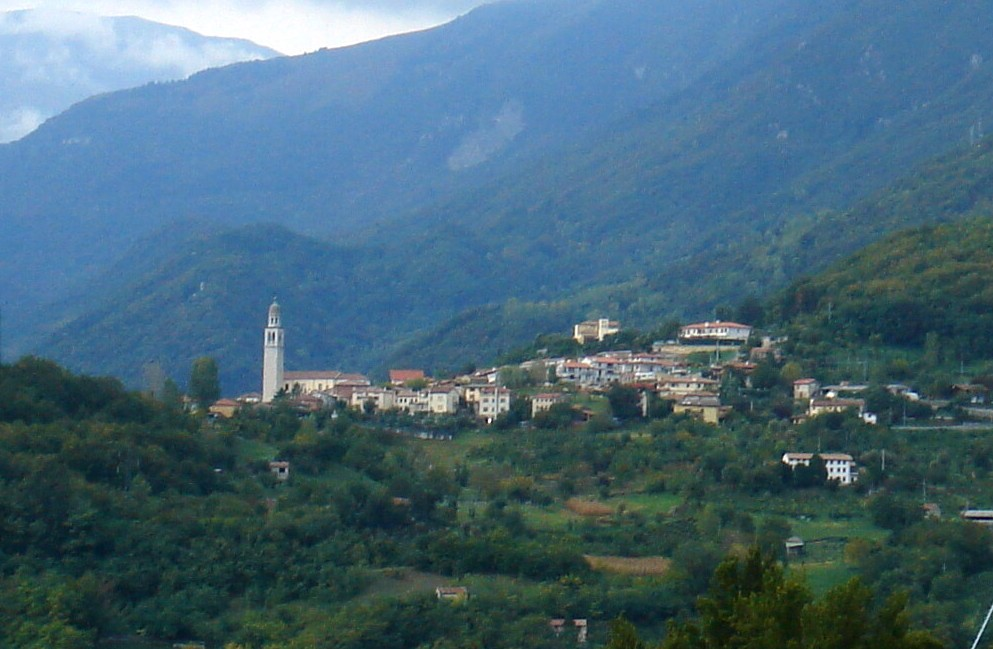
Veduta attuale di Montaner di Sarmede.

Esattamente come per il padre e per i figli, poco è noto su questo personaggio: a darne notizia sono stati storici di epoca moderna come Pompeo Litta, Giovanni Bonifacio e Giambattista Verci.
Guidone, riportato anche come Guido II, sarebbe stato il figlio o il nipote di Guitcillo, un miles di origine longobarda che nel 958 avrebbe contribuito alla costruzione del castello di Montanara, sulle pendici del Cansiglio, in Veneto orientale, e poi ne sarebbe diventato il custode.
Nell'anno 1037 Guidone, o suo padre, avrebbe ricevuto dall'imperatore Corrado I di Franconia il castello e le sue pertinenze per sé e i suoi discendenti come ricompensa per i servizi familiari; i componenti della famiglia da allora si sarebbero definiti "conti da Montanara". Verci anticipa invece l'evento al 1014, per cui la concessione sarebbe giunta da Enrico II il Santo.
Alberto e Guecello da Montanara sarebbero figli di Guidone: il primo partecipò alla prima crociata morendo senza prole, il secondo ereditò il titolo comitale proseguendo la gestione degli interessi familiari.
L'incertezza sull'albero genealogico familiare è dovuta anche all'ampia distanza temporale tra il 958, anno in cui risulta appunto attivo Guitcillo, e il 1089, prima volta in cui sono citati Alberto e Guecello: per questo motivo Guidone, o Guido II, avrebbe avuto un padre omonimo, Guido I, il quale a sua volta sarebbe stato il figlio di Guitcillo.